# Ziynet Sali
Ziynet Sali Safter (Lefkoşa, 29 april 1975) is een Turks-Cypriotisch zangeres die ook de Britse nationaliteit heeft.

## Biografie
Sali werd geboren in Nicosia (Turks: Lefkoşa) en verhuisde op basis van gezinshereniging naar Manchester (Engeland), waar haar vader al sinds 1963 woon- en werkachtig was. Ze keerde in 1981 terug naar Cyprus en voltooide daar haar opleiding aan de middelbare school. In 1994 verhuisde ze naar Istanboel om verder te studeren en in 1999 studeerde ze af aan het ITU Turks Conservatorium.

## Carrière
Tijdens haar studie begon ze op te treden als professionele zangeres. Sali debuteerde in 2000 met haar eerste studioalbum, uitgebracht door Dost Music, Ba-Ba. In 2004 werd haar tweede studioalbum, Amman Kuzum, door Zorba Müzik uitgebracht. In 2005 bracht Zorba Müzik het album Chiculata +1 Amman Kuzum uit en het jaar daarop werd haar derde studioalbum Mor Yıllar uitgebracht door Ozan Video. Na de release van Herkes Evine door DMC in 2008, werd in 2010 haar eerste single "Rüya" uitgebracht. Dit nummer bereikte de eerste plaats in de Turkse hitlijsten. Ze bleef werken met DMC en bracht "Bize Yeter" (2010) en Collection uit, haar eerste compilatiealbum. In 2012 bracht GNL Entertainment respectievelijk haar vijfde studioalbum Sonsuz Ol en Sonsuz Ol + Remixes uit. Het jaar daarop bracht GNL Entertainment Sali's eerste livealbum Bir Akdeniz Rüyası uit. De single "Gelemiyorum Yanına" (2013) was haar laatste werk bij GNL Entertainment, voordat ze weer met DMC werkte. In 2014 werden respectievelijk "Bugün Adım Leyla" en haar tweede live-album Bugün Adım Leyla uitgebracht. Na het uitbrengen van haar zesde en nieuwste studioalbum No. 6 in 2015, zette Sali haar werk voort door vier singles uit te brengen, "Ağlar mıyım? Ağlamam" (2017), "Magic" (2017), "Deli Divanenim" (2018)en "Hadi Hoppalara" (2018). "Magic" was tevens haar eerste Engelstalige single. Haar album Kalbim Tatilde (2020) behaalde meer dan 100 miljoen weergaven op YouTube.

## Discografie

### Albums
- 2001: Ba-Ba
- 2004: Amman Kuzum
- 2006: Mor Yıllar
- 2008: Herkes Evine
- 2012: Sonsuz Ol
- 2014: Bugün Adım Leyla
- 2015: No 6
- 2021: Yaşam Çiçeği

### Singles[4]
| - 2001: Ba-Ba (Origineel: Despina Vandi – A Pa Pa) - 2004: Yürek Yaralı Büyüyor - 2004: Amman Kuzum - 2005: Chiculata - 2006: Zordur Oğlum - 2006: Mor Yıllar - 2007: Alim - 2007: Kanaryam - 2008: Herkes Evine - 2008: Beş Çayı - 2009: Canımın Yoldaşı Ol (met Serkan Çağrı) - 2009: Hava Hoş - 2009: Bizde Böyle - 2009: Rüya - 2010: Bize Yeter - 2010: Dolaşayım Damarlarında (met Enbe Orkestrası) - 2010: Sen Mutlu Ol (met Ozan Doğulu) - 2011: Müptelayım Sana (met Ozan Doğulu) - 2011: Bana Uyan (met Sinan Akçıl) - 2012: Sevenler Ağlarmış (met Hüseyin Karadayı) - 2012: Alışkın Değiliz - 2012: Favori Aşkım - 2012: Yanabiliriz - 2012: Herşey Güzel Olacak - 2013: Yine Geceler - 2013: Senin Olsun - 2013: Deli | - 2013: Gelemiyorum Yanına - 2014: Bugün Adım Leyla - 2014: Naparsan Yap (met Ozan Doğulu) - 2015: Follow Me (met GülSara) - 2015: Mevsimsizim - 2015: Dağınık Yatak - 2016: Çeyrek Gönül - 2016: Başrol - 2016: Yağmur (met Ozan Doğulu) - 2016: İstanbul (met Enbe Orkestrası & Hayyam Nisanov) - 2017: Bir Melekten Hediye (met Enbe Orkestrası) - 2017: Deli Miyim Ben - 2017: Bi Büyük Devirdik - 2017: Ağlar mıyım? Ağlamam - 2017: Magic (met Marshall) - 2018: Deli Divanenim - 2018: Hadi Hoppalara (met Berk Coşkun) - 2018: Bir Gönül Sayfası (met Rubato) - 2018: Sanane Be - 2018: Hasret - 2019: Bana da Söyle - 2019: Etme Eyleme (met Erol Evgin) - 2020: Ömrüm - 2020: Yara (met Bilal Sonses) - 2020: Kalbim Tatilde - 2021: Efkarım Var |